# Diocèse d'Apatzingán
Le diocèse d'Apatzingán (en latin : en latin : Dioecesis Apatzinganiensis ; en espagnol : Diócesis de Apatzingán) est un diocèse de l'Église catholique du Mexique, suffragant de l'archidiocèse de Morelia.

## Territoire

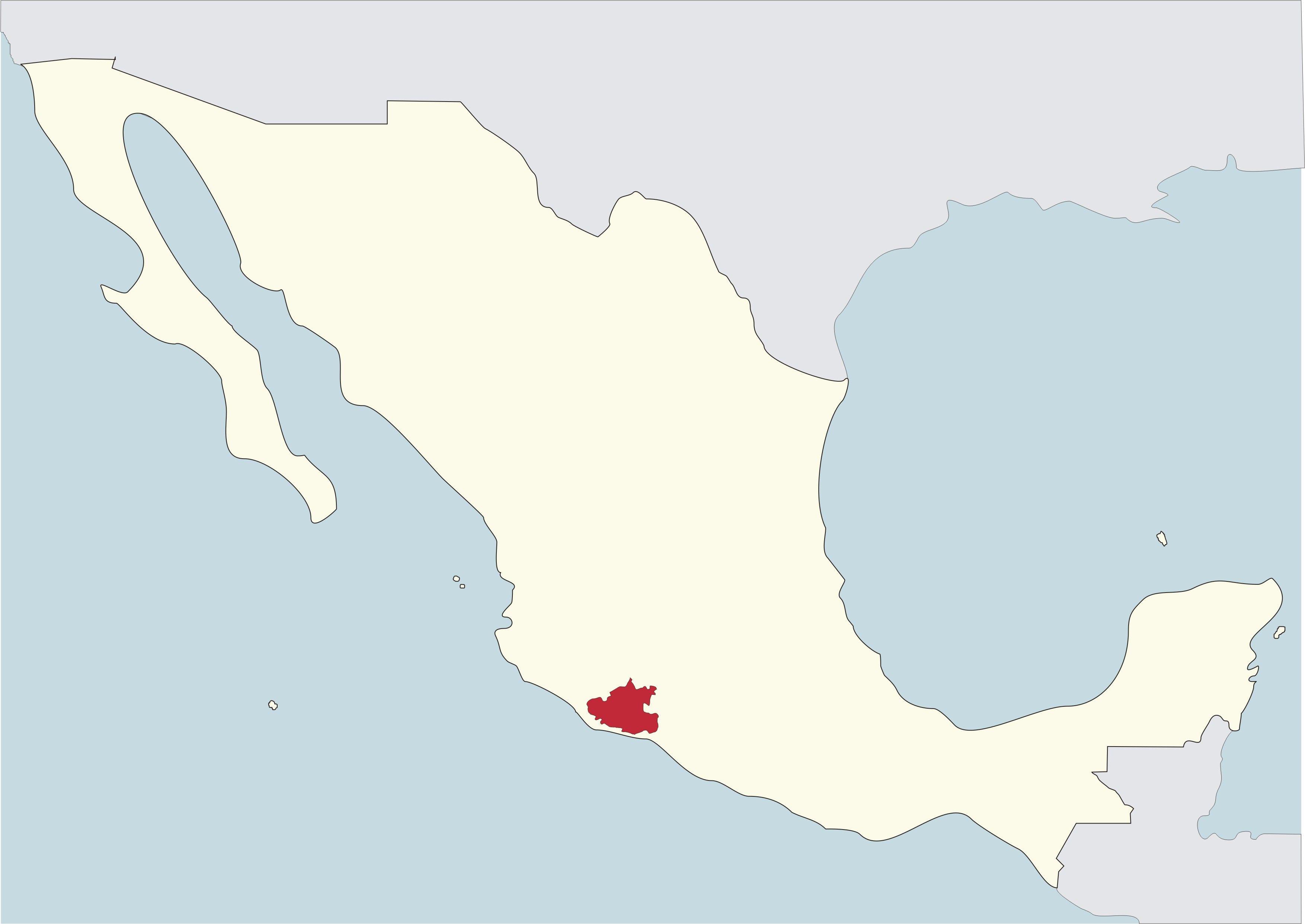
Diocèse d'Apatzingán en rouge sur la carte du Mexique

Il comprend les municipalités d'Aguililla, Apatzingán, Buenavista, Chinicuila, Coalcomán de Vázquez Pallares, Gabriel Zamora, Múgica, Parácuaro, Tepalcatepec et Tumbiscatío de l'État de Michoacán.
Il possède un territoire d'une superficie de 13 102 km2 divisé en 29 paroisses. Le siège épiscopal est dans la ville d'Apatzingán où se trouve la cathédrale Notre-Dame-de-l'Assomption (es).

## Historique
Le diocèse est érigé le 30 avril 1962 par la constitution apostolique Quo aptius christifidelium du pape Jean XXIII en prenant une partie du territoire des diocèses de Colima et de Tacámbaro.
Par la lettre apostolique Caeleste patrocinium du 20 novembre 1962, Jean XXIII confirme que la Vierge Marie, vénérée sous le vocable de Notre-Dame d'Acahuato est la patronne principale du diocèse.
Il cède une portion de son territoire le 11 octobre 1985 pour l'érection du diocèse de Ciudad Lázaro Cárdenas.

## Évêques
- Victorino Álvarez Tena (24 mai 1962 - 14 février 1974), nommé évêque de Celaya
- José Fernández Arteaga (13 juillet 1974 - 8 février 1980), nommé évêque de Colima
- Miguel Patiño Velázquez, M.S.F (9 avril 1981 - 17 novembre 2014)
- Cristóbal Ascencio García, depuis le 17 novembre 2014